# Розсыпал, Антонин
Антонин Розсыпал (чеш. Antonín Rozsypal; 7 сентября 1866, Домажлице, Австро-Венгрия — 30 апреля 1937, Прага, Чехословакия) — чехословацкий государственный деятель, земский президент, и. о. губернатора Подкарпатской Руси (16 июня 1933 — 15 февраля 1935).
Изучал право в Праге, Вене и Загребе.
С с 1923 года вице-губернатор, с 1928 Земельный президент (глава администрации «Земли Подкарпаторусской»). Был сторонником централизма, поддерживая в соответствии с политической ситуацией разные политические группировки. Всячески противодействовал реальной автономии русинов и замене чешских руководителей администраций на русинские. Во время его губернаторства уделял внимание развитию образования и здравоохранения, строительству инфраструктуры, функционированию системы государственного управления.
Был вынужден 1 января 1937 года уйти в отставку с должности по требованию оппозиционных русинских лидеров. Вернулся в Чехию, где вскоре умер.